# Fanny Furner
Fanny Furner (1864–1938) fue una activista que trabajó para promover los derechos de las mujeres y los niños a principios del siglo XX en Sídney.

## Carrera
Furner fue una de las primeras JP en Nueva Gales del Sur y junto con su compañera de la Sociedad Teosófica, la Sra. AV Roberts, fueron las primeras en presentarse a las elecciones del gobierno local: la Sra. Roberts en North Shore, Fanny en Manly. 
Fue instrumental en la creación de un Memorial en las puertas de los Muelles en Woolloomooloo para conmemorar el lugar desde donde la mayoría de los hombres se embarcaron para la Primera Guerra Mundial. También contribuyó decisivamente a conseguir que se construyera el área de juegos infantiles cerca del muelle en Manly (frente a la estación de policía). Furner fue responsable de los contenedores de Home Mission Society que se colocaron en Manly Wharves. 
Tenía muchos artículos publicados en The Manly Daily sobre asuntos cívicos y sociales. Sin embargo, el periódico se incendió en 1959 y no hay copias en la Biblioteca del Estado que se encontraban antes de esa fecha. 